# 里约德佩勒波尔
里约德佩勒波尔（法語：Rieux-de-Pelleport，法語發音：[ʁjø də pɛlpɔʁ]）是法国阿列日省的一个市镇，位于该省中北部，属于帕米耶区。

## 地理
里约德佩勒波尔（43°3'27"N, 1°36'36"E）面积8.16 平方千米，位于法国奧克西塔尼大區阿列日省，该省份为法国西南部内陆省份，西部和北部与上加龙省接壤，东临奥德省，东南至东比利牛斯省接壤，南与安道尔和西班牙接壤。
与里约德佩勒波尔接壤的市镇（或旧市镇、城区）包括：阿尔蒂、伯纳格、克朗帕尼亚、卢邦斯、圣博泽伊、圣让迪法尔加、瓦里耶。

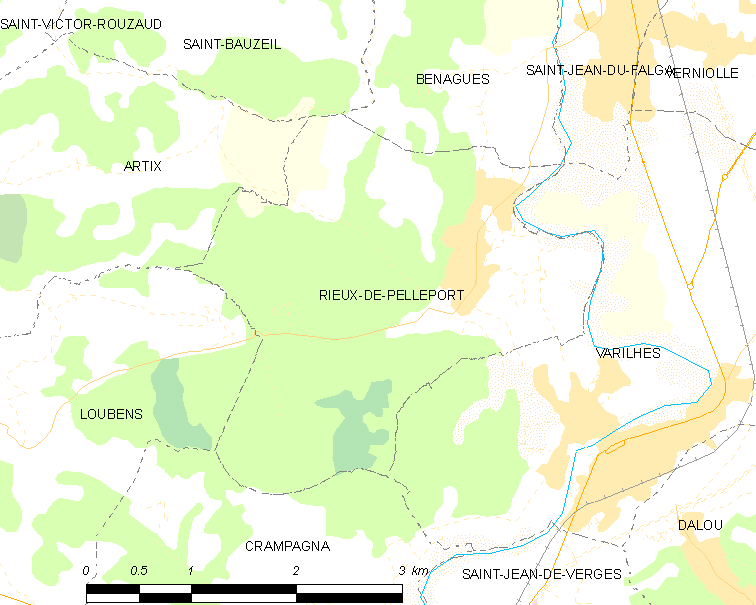
里约德佩勒波尔的OSM定位图

里约德佩勒波尔的时区为UTC+01:00、UTC+02:00（夏令时）。

## 行政
里约德佩勒波尔的邮政编码为09120，INSEE市镇编码为09245。

## 政治
里约德佩勒波尔所属的省级选区为帕米耶第一县。

## 人口

1962-2008年间里约德佩勒波尔人口变化图示

里约德佩勒波尔于2022年1月1日时的人口数量为1261人。